# 俺を好きなのはお前だけかよ
『俺を好きなのはお前だけかよ』（おれをすきなのはおまえだけかよ）は、駱駝による日本のライトノベル。イラストはブリキが担当している。電撃文庫（KADOKAWA）より2016年2月から2022年1月まで刊行された。略称は「俺好き」。第22回電撃小説大賞で金賞を受賞（改題前のタイトルは『壊れたジョーロは使えない』）。2019年10月時点でシリーズ累計部数は100万部を突破している。
メディアミックスとして、ウェブコミック配信サイト『少年ジャンプ＋』（集英社）2017年2月26日から2020年8月23日までコミカライズ作品が連載された。2019年10月から12月にかけて、テレビアニメが放送された。

## あらすじ
この物語の主人公・西木蔦高校に通う、高校2年生の如月雨露は名前の“月”を取ることで「如雨露」になることから「ジョーロ」と呼ばれている。ジョーロの周りには、幼馴染の日向葵、ジョーロは生徒会書記を務めていたため生徒会長の秋野桜がいた。それぞれ「ひまわり」、名前から“野”を取ることで「コスモス」と呼ばれている。ジョーロは、僕僕キャラの巻き込まれ系鈍感&純情BOYを装うことでひまわりかコスモスのどちらかと付き合えるのではないかと野心を募らせていたが、2人はどちらもジョーロの親友である「サンちゃん」こと大賀太陽に恋焦がれており、ジョーロは現実の悲哀を味わう。そんな中、とある理由で昼休みに図書室の読書スペースへ行くことになったジョーロは、図書委員会で以前から毛嫌いしている「パンジー」こと三色院菫子との話のなかで、彼女が自分をストーキングしているという衝撃の事実を知る。

## 登場人物

### 西木蔦高校の生徒
読み方は「にしきづた」。ジョーロたち、主要人物のほとんどが通う高校。主要人物の多くが2年生で、かつジョーロのいる2年2組には他にひまわり、サンちゃん、あすなろ、ツバキ、サザンカがいる。2年生ではパンジーのみ別のクラス。コスモスは3年生、たんぽぽは1年生である。
ジョーロ / 如月雨露（きさらぎ あまつゆ）
声 - 山下大輝
本作の主人公。高校2年生の少年。鈍感を装う日々を送っている。通称の由来は、「如月雨露」から「月」を取ると「如雨露（じょうろ）」と読めることから。 容姿は冴えず要領も悪く、勉学や運動も苦手。本人も自分が優れた人間ではないと自覚しており、辛いことに追い詰められると現実逃避して（心の中で）罵詈雑言を吐くなど小心者な自分を嫌っている。一方で、本当に大切に思う人たちのためであれば恥や外面を忘れ相手の為に自分に何ができるか最優先に考えるなど、他人からは理解されにくいが人間として大切なものを自然に身につけている。
パンジーからは「外見は好みでないが、内面が好き」と評されており、友達のいなかったパンジーに対し「お前は嫌いだ」と言いながら、勉強会にかこつけて、ひまわり、コスモス、サンちゃんを引き合わせて友達を増やすなどしている。
パンジー / 三色院菫子（さんしょくいん すみれこ）
声 - 戸松遥
本作のメインヒロインの一人。本作名の「お前」の当人。愛称の由来は、「三色院菫子」から「院」と「子」を取ると「三色菫(パンジー)」となることから。分厚いレンズの四角の黒ぶち眼鏡・三つ編み・貧乳・ひざ下20cmの長いスカートという地味な容姿（実際は変装・後述）に付け加え、ジョーロをストーキングしたり、ジョーロに話す際にはいちいち毒舌であるなどから、ジョーロからは嫌われている。実際には巨乳に加え抜群のプロポーションを誇る容姿端麗な美女。学校では変装し、胸にはさらしを巻いて隠している。かつて試合に負けたサンちゃんを気遣い、皆に笑われながらもサンちゃんを慰めようとしていたジョーロと遭遇しており、その時からずっとジョーロに恋い焦がれている。
「人間観察」が得意で、ジョーロをストーキングした結果、ジョーロの表の顔と裏の顔をすべて知り尽くしており、なおかつジョーロに本気で異性として好意を持っている。したがってジョーロがパンジーに意地悪な事を言っても額面通りには受け取らず、スルーしている。またジョーロをことあるごとに救っている。また、成績は優秀であり、特に国語系の科目では一度も学年トップの座を譲った事がない。趣味は読書であり、そのため大変に語彙が豊富でかつ理詰めで語る。
ひまわり / 日向葵（ひなた あおい）
声 - 白石晴香
本作のメインヒロインの一人。ジョーロの幼馴染で同級生。ひまわりという愛称はフルネームを並べ替えた向日葵がひまわりを意味することに由来する。明朗快活・天真爛漫な性格の小柄な美少女で、運動神経も良く、テニス部のエースでもある。友達も多く男子から告白される事も多い。隠し事ができない反面、場の空気が読めず、何も考えずに発言することもあり、それに加えて土壇場になると何もできずジョーロに押し付けるという悪癖をもつ。ジョーロには朝会うと過激なスキンシップを行うことをルーティーンとしており、良くて平手打ち、たまにラグビーのタックルのようになることもある。ジョーロは表面上嫌がっているが、その後にジョーロの腕に抱きつき、胸が腕に当たるため、ジョーロもまんざらではない様子。成績は良くなく、テストではジョーロの力を借りるなどしている。ジョーロのことは大事な幼馴染と呼んでいるが、実際には無自覚ながら便利な道具程度にしか考えておらず、サンちゃんへの恋心を成就させるためジョーロに協力を依頼している。
コスモス / 秋野桜（あきの さくら）
声 - 三澤紗千香
本作のメインヒロインの一人。ジョーロの先輩で、生徒会長でもある。コスモスという愛称は本名の漢字表記から「野」を取ると「秋桜」となり、植物のコスモスも同様に「秋桜（アキザクラ）」という別称があることに由来する。見かけはクールな美人でスタイルも良いが、いわゆる高嶺の花であり、男性からの告白は意外にも少ない。努力家であり、いつもピンクのノートを持ち歩き、そこにスケジュールの他、この先に起こるであろう事象の予測やその対応策までびっしりと書き込んでいる。しかしその反面応用が利かず、自らが想定した「以外」の事が起こったり、極度に緊張したりすると急に打つ手がなくなり、言動がポンコツになる。かなりの少女趣味でもあり、私的な面においては年上とは思えないほどの精神年齢が幼い。父親が病院の院長という家庭でコスモスも大学は医大志望。成績も抜群で一度も学年首位を譲った事がない。ジョーロのことは可愛い後輩と呼んでいるが、実際には無自覚ながら便利な道具程度にしか考えておらず、サンちゃんへの恋心を成就させるためジョーロに協力を依頼している。
サンちゃん / 大賀太陽（おおが たいよう）
声 - 内田雄馬
ジョーロのクラスメートで大親友。通称の由来は名前の「太陽」を英語で表すと「SUN（サン）」となることから。幼い頃から野球三昧の毎日を過ごしている野球部のエース。容姿端麗な好漢児でありクラス内でもトップカーストとして皆から信用されている。困難な出来事に対しては他人を頼らず己の力で乗り切れるよう日々努力している。なお、成績は赤点の常連である。
あすなろ / 羽立桧菜（はねたち ひな）
声 - 三上枝織
本作ヒロインの一人。ジョーロのクラスメートで新聞部の敏腕編集部員。愛称の由来は名前から「羽」と「立」を足して「翌」になり「菜」を取ると「翌桧(あすなろ)」と読むことから。青森県津軽地方の出身で驚いたり感情が高ぶると言葉が津軽弁になる。実は以前からジョーロに恋焦がれていた。
ツバキ / 洋木茅春（ようき ちはる）
声 - 東山奈央
本作ヒロインの一人。ジョーロのクラスにやってきた転校生。愛称の由来は本名から「洋」と「茅」を除くと「椿」と読めることから。僕っ娘。転校初日にジョーロの手の甲にキスをして『ジョーロに尽くしたい』と宣うファンキーな少女。実家は串カツ屋。実は去年の夏にジョーロに遭遇しているが、ジョーロはツバキを男と勘違いしており、当初は気づかなかった。
サザンカ / 真山亜茶花（まやま あさか）
声 - 斉藤朱夏
ジョーロのクラスメート。愛称の由来は本名から「真」と「亜」を除くと「山茶花（サザンカ）」と読めることから。赤く染めた髪をツインテールに結び、化粧も派手でクラス女子のトップカーストのリーダー的存在。ジョーロからは「カリスマ群A子」と呼ばれている。
たんぽぽ / 蒲田公英（かまた きみえ）
声 - 佐伯伊織
ジョーロの後輩。野球部のマネージャーを務める。愛称の由来は本名から「田」を除くと「蒲公英（タンポポ）」と読めることから。語尾に「～むふ！」を多用する。パンジーの中学の後輩。ただしパンジーは中学当時は変装していなかったため、「三色院菫子」という人物の存在は認識しつつも「パンジーとは同姓同名の別人」と考えていた。中学時代のパンジーとホースの関係を知っており、自らはホースに対して恋心を抱いているため、パンジーに（ホース以外の）恋人を作ってホースの気を自分に引こうと企んでいる。
ミント / 薄井明日荷 （うすい あすか）
たんぽぽと同じ1年生に属しているクリクリとした目が特徴的な男子生徒。一人称は私。愛称の由来は本名から「井明日」を除くと「薄荷（ミント）」と読めることから。2学期当初、サザンカのストーカーとして登場したミントだったがジョーロの説得に心が揺れ、ストーカー行為を自粛。熱心に説得を行ったジョーロのことを好きになったと言いだす。
プリムラ / 早乙女桜（さおとめ さくら）
ソフトボール部に所属している飄々とした性格の女子生徒。パンジーや芝と同じクラスに属しており、ハッスル群と呼ばれる運動部集団を率いている。愛称の由来は本名から「早」を除くと「乙女桜（プリムラ）」と読めることから。自身と同じ名前のコスモスに対してコンプレックスを抱いている。

### 唐菖蒲高校の生徒
西木蔦高校が「去年の野球部の地区大会の決勝」で負けた相手校。なお、唐菖蒲（トウショウブ）はグラジオラスの和名である。
パンジーの中学時代の知り合いが多く通っている。
ホース / 葉月保雄（はづき やすお）
声 - 福山潤
図書委員。愛称の由来は名前を重箱読みすると「ほ・おす」、つまりホースになることから。ジョーロいわく「俺の完全上位互換」。ジョーロより性格が良く、人望も厚くて人気がある。当然女子生徒からの人気も高い。ただし「人（特に女子生徒）の心の裏を読めない」という致命的な欠点があり、無自覚ながら人を傷つけてしまう。
チェリー / 桜原桃（さくらばら もも）
声 - 種田梨沙
生徒会長。愛称の由来は本名から「原」を抜くと「桜桃(サクランボ)」と読めることから。ホースに対して恋心を抱いているが「恋愛と友情は両立しない」とし、ホースとの関係が壊れることを嫌って友達のままでいる。そればかりか自らの気持ちを押し殺してホースとパンジーを恋人同士にしようとしている。
つきみ / 草見月（くさみ ルナ）
声 - 小原好美
ホースの幼なじみ。愛称の由来は本名を逆に読むと「月見草(ツキミソウ)」となることから。
ホースに対して恋心を抱いているが、チェリーと同じ理由でホースとパンジーを恋人同士にしようとしている。
フーちゃん / 特正北風（とくしょう きたかぜ）
ホースの親友。サンちゃんのライバル。
190cm越えの巨体を持つイケメンで、野球の技術もサンちゃん並み。ホームラン数なら甲子園一の実力である。口調が尊大に聞こえるが実は真面目で優しく、ジョーロ達の協力をすることも多々ある。また、女性全員が埴輪に見えるという特殊な眼球（ジョーロ曰く「埴輪眼球」）を有しており、フーちゃんが見分けられるのはサザンカ、パンジー、チェリーなどの数名。

### その他
ローリエ / 如月桂樹（きさらぎ けいき）
声 - 田村ゆかり
ジョーロの母親。年齢は永遠の29歳。パンジーとは元々知り合いで、ある日突然パンジーを自宅に招いてジョーロを驚愕させた。なおニックネームは本名から「如」を除いた月桂樹（ローリエ）から。ただしパンジー以外からはニックネームで呼ばれていない模様。普段は髪にパーマをかけ、厚化粧で見かけは「どこにでもいる中年女性」だが、パーマと化粧を落とすと大変な美女であり、息子であるジョーロですら気づかないほどである。

## 制作背景
作者の駱駝は受賞インタビューの中で、「あるラブコメ漫画を読んだ際、『なぜ主人公はここまで言い寄られていることに気付かないのか』と思ったことが本作を執筆するきっかけになった」と述べつつも、アイデアを思いつくまでに3年かかったと振り返っている。

## 既刊一覧

### 小説
- 駱駝（著）・ブリキ（イラスト） 『俺を好きなのはお前だけかよ』 KADOKAWA〈電撃文庫〉、全17巻
  1. 2016年2月10日初版発行（同日発売[10]）、ISBN 978-4-04-865747-1
  2. 2016年4月10日初版発行（同日発売[11]）、ISBN 978-4-04-865885-0
  3. 2016年8月10日初版発行（同日発売[12]）、ISBN 978-4-04-892286-9
  4. 2017年1月10日初版発行（同日発売[13]）、ISBN 978-4-04-892601-0
  5. 2017年4月10日初版発行（同日発売[14]）、ISBN 978-4-04-892831-1
  6. 2017年8月10日初版発行（同日発売[15]）、ISBN 978-4-04-893282-0
  7. 2017年11月10日初版発行（同日発売[16]）、ISBN 978-4-04-893466-4
  8. 2018年3月10日初版発行（同日発売[17]）、ISBN 978-4-04-893684-2
  9. 2018年7月10日初版発行（同日発売[18]）、ISBN 978-4-04-893913-3
  10. 2018年11月10日初版発行（同日発売[19]）、ISBN 978-4-04-912099-8
  11. 2019年5月10日初版発行（同日発売[20]）、ISBN 978-4-04-912527-6
  12. 2019年10月10日初版発行（同日発売[21]）、ISBN 978-4-04-912796-6
  13. 2019年12月10日初版発行（同日発売[22]）、ISBN 978-4-04-912908-3
  14. 2020年6月10日初版発行（同日発売[23]）、ISBN 978-4-04-913204-5
  15. 2020年12月10日初版発行（同日発売[24]）、ISBN 978-4-04-913576-3
  16. 2021年7月10日初版発行（7月9日発売[25]）、ISBN 978-4-04-913834-4
  17. 2022年1月10日初版発行（1月8日発売[26]）、ISBN 978-4-04-913904-4

### 漫画
- 駱駝（原作）・ブリキ（キャラクターデザイン）・伊島ユウ（作画） 『俺を好きなのはお前だけかよ』 集英社〈ジャンプ・コミックス＋〉、全6巻
  1. 2017年8月4日発売[27]、ISBN 978-4-08-881135-2
  2. 2018年3月2日発売[28]、ISBN 978-4-08-881373-8
  3. 2019年1月4日発売[29]、ISBN 978-4-08-881650-0
  4. 2019年10月4日発売[30]、ISBN 978-4-08-881832-0
  5. 2020年3月4日発売[31]、ISBN 978-4-08-882144-3
  6. 2020年10月2日発売[32]、ISBN 978-4-08-882467-3

## アニメ
2018年10月に開催されたイベント「電撃文庫25周年記念 秋の電撃祭」にてテレビアニメ化が発表され、2019年10月から12月までTOKYO MXほかにて放送された。
2019年12月にOVA制作が発表され、翌2020年9月2日に完結編となるOVA『俺を好きなのはお前だけかよ〜俺たちのゲームセット〜』が発売された。

### スタッフ
- 原作・シリーズ構成・脚本 - 駱駝[36][37]
- 原作イラスト - ブリキ[36][37]
- 監督 - 秋田谷典昭[36][37]
- 副監督 - 守田芸成[6][37]
- キャラクターデザイン・総作画監督 - 滝本祥子[36][37]
- 美術監督 - 諸熊倫子[6][37]
- 背景スタジオ - スタジオ天神[6][37]
- 色彩設定 - 岡亮子[6][37]
- 撮影監督 - 廣岡岳[6][37]
- 撮影スタジオ - Nexus[6][37]
- 3D監督 - 齋藤威志[6][37]
- 3DCGスタジオ - ワイヤード[6][37]
- 編集 - 坪根健太郎[6][37]
- 音響監督 - 郷文裕貴[6][37]
- 音響効果 - 中野勝博[6][37]
- 音楽 - 藤澤慶昌[6][37]
- 音楽制作 - Aniplex[6][37]
- 音楽プロデューサー - 山内真治[8]
- チーフプロデューサー - 三宅将典[8]、徳田直巳[8]
- プロデューサー - 中山信宏[8]、湯浅隆明[8]、小瀧健太郎[8]、塩谷佳之[8]、大和田智之[8]、金庭こず恵[8]、山岡勇輝[8]、高橋勝[8]
- アニメーションプロデューサー - 田部谷昌宏[8]、加藤章[8]
- アニメーションプロデュース - BARNUM STUDIO[6][37]
- アニメーション制作 - CONNECT[36][37]
- 製作 - 「俺好き」製作委員会（アニプレックス、KADOKAWA、ストレートエッジ、TOKYO MX、BS11、ムービック、ドコモ・アニメストア、キュー・テック）[6][37]

### 主題歌
オープニングテーマ「パパパ」
作詞・作曲 - ハヤシケイ / 編曲 - 堀江晶太 / 歌 - 斉藤朱夏
エンディングテーマ「ハナコトバ」
作詞・作曲・編曲 - Jazzin' park / 歌 - パンジー（戸松遥）・ひまわり（白石晴香）・コスモス（三澤紗千香）

### 評価
アメリカのアニメ評価サイト「Anime Trending」が主催した「第6回 Anime Trending Awards」ではBEST IN ENSEMBLE部門、COMEDY ANIME OF THE YEAR部門で共に7位、ROMANCE ANIME OF THE YEAR部門で8位をそれぞれ獲得している。

### 各話リスト
| 話数   | サブタイトル                                   | 絵コンテ            | 演出           | 作画監督                                                                  |
| ------ | ---------------------------------------------- | ------------------- | -------------- | ------------------------------------------------------------------------- |
| #01    | 僕ってほんと、どこにでもいる平凡な高校生なんだ | 秋田谷典昭          | 秋田谷典昭     | 滝本祥子                                                                  |
| #01    | 俺ってほんと、どこにでもいる平凡なモブなんだ   | 秋田谷典昭          | 秋田谷典昭     | 滝本祥子                                                                  |
| #02    | 俺に襲い掛かる負のスパイラル                   | 澤井幸次            | 千葉孝幸       | 飯泉俊臣 岩崎亮 坪田慎太郎 小川浩司 吉田肇                                |
| #03    | 俺はお前と会っていた                           | 秋田谷典昭 守田芸成 | 守田芸成       | 原友樹                                                                    |
| #04    | 俺がガンバった結果                             | 田所修              | 伊部勇志       | 藁科将斗                                                                  |
| #05    | 俺にしては、うまくいきすぎてると思ったんだよ…… | 竹之内和久          | 千葉孝幸       | 飯泉俊臣 吉田翔太 村長由紀 青野厚司 坪田慎太郎 林信秀 リバイバル          |
| #06    | 俺は、言う時は言う                             | 田所修 秋田谷典昭   | ほりうちゆうや | 楊彤琤 陸丰 黄鳳 楊国福 刘云留                                            |
| #07    | 俺は意外な一面を知る                           | 篠原正寛            | 高島大輔       | 野田康行                                                                  |
| #08    | 俺の悲劇は気づくと始まってる                   | 竹之内和久          | 矢花馨         | 柄谷綾子 吉田肇 小川浩司 高橋こう平 飯泉俊臣                              |
| #09    | 俺なりに考えた結果                             | 島崎奈々子          | 島崎奈々子     | 萩原正人 川添亜希子 虜剣 劉雲留                                           |
| 特別編 | 俺は丁寧に進める                               | -                   | -              | -                                                                         |
| #10    | 俺だってたまには活躍する                       | 竹之内和久          | 千葉孝幸       | 飯泉俊臣 吉田翔太 青野厚司 坪田慎太郎 柄谷綾子 吉田肇 岩崎令奈 リバイバル |
| #11    | 俺はいらないかもしれない                       | アベユーイチ        | 守田芸成       | 原友樹 川添亜希子 劉雲留                                                  |
| #12    | 俺が好きなのは……                               | 秋田谷典昭          | 秋田谷典昭     | 梅田一城 藁科将斗 野田康行 佐野隆雄 劉雲留 滝本祥子                       |

### 放送局
| 放送期間                 | 放送時間                     | 放送局       | 対象地域   | 備考                             |
| ------------------------ | ---------------------------- | ------------ | ---------- | -------------------------------- |
| 2019年10月3日 - 12月26日 | 木曜 0:30 - 1:00（水曜深夜） | TOKYO MX     | 東京都     | 製作参加                         |
|                          |                              | とちぎテレビ | 栃木県     |                                  |
|                          |                              | 群馬テレビ   | 群馬県     |                                  |
|                          |                              | BS11         | 日本全域   | 製作参加 / BS放送 / 『ANIME+』枠 |
|                          | 木曜 2:05 - 2:35（水曜深夜） | テレビ愛知   | 愛知県     |                                  |
|                          | 木曜 23:00 - 23:30           | AT-X         | 日本全域   | CS放送 / リピート放送あり        |
| 2019年10月8日 - 12月31日 | 火曜 2:29 - 2:59（月曜深夜） | 読売テレビ   | 近畿広域圏 | 『MANPA』第2部                   |

| 配信開始日         | 配信時間                   | 配信サイト |
| ------------------ | -------------------------- | --- |
| 2019年10月3日      | 木曜 0:30（水曜深夜） 更新 | dアニメストア |
| 2019年10月6日      | 日曜 1:00（土曜深夜） 更新 | AbemaTV |
| 2019年10月10日以降 | 水曜 1:00以降 更新         | niconico GYAO! ひかりTV FOD バンダイチャンネル Hulu J:COMオンデマンド ビデオパス アニメ放題 U-NEXT Amazon Prime Video Netflix Rakuten TV DMM.com ビデオマーケット HAPPY!動画 ムービーフル |

### BD / DVD
| 巻  | 発売日         | 収録話               | 規格品番      | 規格品番      |
| 巻  | 発売日         | 収録話               | BD限定版      | DVD限定版     |
| --- | -------------- | -------------------- | ------------- | ------------- |
| 1   | 2019年12月25日 | 第1話 - 第2話        | ANZX-13301/2  | ANZB-13301/2  |
| 2   | 2020年1月29日  | 第3話 - 第4話        | ANZX-13303/4  | ANZB-13303/4  |
| 3   | 2020年2月26日  | 第5話 - 第6話        | ANZX-13305/6  | ANZB-13305/6  |
| 4   | 2020年3月25日  | 第7話 - 第8話        | ANZX-13307/8  | ANZB-13307/8  |
| 5   | 2020年5月27日  | 第9話 - 第10話       | ANZX-13309/10 | ANZB-13309/10 |
| 6   | 2020年6月24日  | 第11話 - 第12話      | ANZX-13311/2  | ANZB-13311/2  |
| OVA | 2020年9月2日   | 俺たちのゲームセット | ANZX-13313/4  | ANZB-13313/4  |

### Webラジオ
コスモス役の三澤紗千香と鷲崎健によるWebラジオ『俺たちを好きなのはリスナーだけかよ』が、2019年10月3日から2020年3月26日まで音泉にて配信された。全16回。

## 朗読PV
電撃文庫朗読してみた
2021年4月13日にYouTubeで配信している公式電撃文庫チャンネルの企画で、白石晴香による約9分の朗読が配信された。